# 小行星1722
小行星1722（1722 Goffin）是一颗绕太阳运转的小行星，为主小行星带小行星。该小行星于1938年2月23日发现。
該小行星以比利時天文學家埃德溫·戈芬（Edwin Goffin）命名。

## 轨道参数
小行星1722的轨道半长轴为2.5146920 UA，离心率为0.049。